# San Juan de Michis
San Juan de Michis är en ort i Mexiko.   Den ligger i kommunen Súchil och delstaten Durango, i den centrala delen av landet, 700 km nordväst om huvudstaden Mexico City. San Juan de Michis ligger 2 240 meter över havet och antalet invånare är 331.
Terrängen runt San Juan de Michis är huvudsakligen kuperad, men den allra närmaste omgivningen är platt. Runt San Juan de Michis är det mycket glesbefolkat, med 4 invånare per kvadratkilometer. Det finns inga andra samhällen i närheten. I omgivningarna runt San Juan de Michis växer huvudsakligen savannskog.